# Agape (single)
Agape is een nummer van de Britse folkrockband Bear's Den uit 2015. Het is de enige single van hun gelijknamige tweede EP, daarnaast is het afkomstig van hun debuutalbum Islands.
De titel "Agape" komt uit het Oudgrieks en betekent 'liefde' of 'genegenheid'. Bear's Den sluit ieder optreden af met dit nummer. Hoewel de plaat flopte in thuisland het Verenigd Koninkrijk, was het in Vlaanderen wel een klein succesje met een 10e positie in de Tipparade.
Voor de live-versie van het nummer werd in december 2015 een videoclip uitgebracht, die was opgenomen in de Vondelkerk in Amsterdam.